# Reid Boucher
Reid Boucher (* 8. September 1993 in Grand Ledge, Michigan) ist ein US-amerikanischer Eishockeyspieler, der seit Juli 2025 bei Awtomobilist Jekaterinburg aus der Kontinentalen Hockey-Liga (KHL) unter Vertrag steht und dort auf der Position des linken Flügelstürmers spielt. Zuvor war Boucher unter anderem in Nordamerika aktiv und absolvierte dort unter anderem 133 Spiele für die New Jersey Devils, Nashville Predators und Vancouver Canucks in der National Hockey League (NHL).

## Karriere

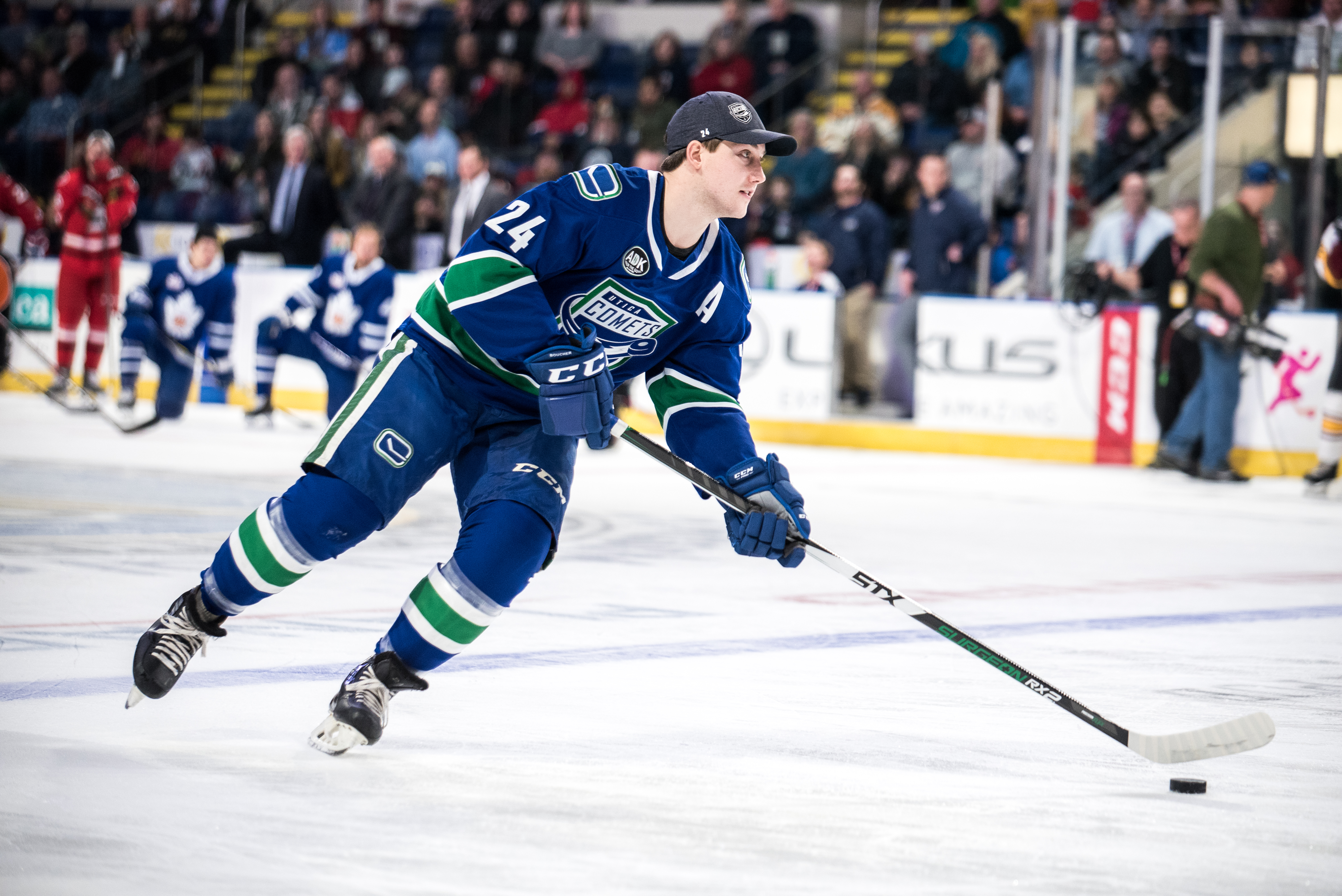
Boucher im Trikot der Utica Comets (2019)

Boucher spielte zwischen 2009 und 2011 im US National Team Development Program des US-amerikanischen Eishockeyverbandes USA Hockey in der United States Hockey League (USHL). Nachdem er im Sommer 2011 aus dem Förderprogramm ausgeschieden war, wurde er im NHL Entry Draft 2011 in der vierten Runde an 99. Stelle von den New Jersey Devils aus der National Hockey League (NHL) ausgewählt. Der Flügelstürmer wechselte aber zunächst in die kanadische Ontario Hockey League (OHL) und spielte die beiden folgenden Jahre für das Juniorenteam der Sarnia Sting. Bereits nach seiner Rookiesaison schnupperte er am Ende der Spielzeit 2011/12 auf Basis eines Probevertrags erste Erfahrungen im Profibereich bei den Albany Devils, dem Farmteam New Jerseys, aus der American Hockey League (AHL). Seine zweite OHL-Saison schloss Boucher als bester Torschütze und fünftbester Scorer der Liga ab, was die Wahl ins First All-Star Team der Liga zur Folge hatte.
Nachdem der US-Amerikaner im März 2013 einen Profivertrag bei den New Jersey Devils unterschrieben hatte, absolvierte er das Saisonende im Frühjahr 2013 erneut bei den Albany Devils. Mit Beginn der Saison 2013/14 lief er in den folgenden drei Spielzeiten sowohl für New Jersey in der NHL als auch Albany in der AHL auf. Im August 2016 wurde sein ausgelaufener Vertrag um ein Jahr verlängert. Als er jedoch im November 2016 ein weiteres Mal über den Waiver in die AHL geschickt werden sollte, wurde er von den Nashville Predators verpflichtet. Nach drei NHL-Einsätzen für die Predators sowie fünf weiteren für deren AHL-Farmteam Milwaukee Admirals fand sich Boucher Anfang Januar 2017 erneut auf dem Waiver wieder und kehrte über selbigen nach New Jersey zurück. Auch die Devils versuchten tags darauf ihren einstigen Draft-Pick in die AHL zu schicken, verloren Boucher aber erneut über den Waiver an die Vancouver Canucks.
Schließlich beendete der Offensivspieler die Saison in der Organisation der Canucks. In der folgenden Spielzeit 2017/18 kam er dann sowohl in der NHL in 20 Spielen für Vancouver als auch in 45 Partien in der AHL für die Utica Comets zum Einsatz. Mit Beginn der Saison 2018/19 war der US-Amerikaner fester Bestandteil des Aufgebots Uticas und er absolvierte bis zum Sommer 2020 lediglich ein weiteres NHL-Spiel. Nachdem er sich in der AHL jedoch zu einem der besten Spieler entwickelt hatte und am Ende des Spieljahres 2019/20 ins AHL First All-Star Team berufen worden war, entschied sich Boucher im Juni 2020 seiner Karriere mit dem Wechsel zum HK Awangard Omsk aus der Kontinentalen Hockey-Liga (KHL) einen neuen Impuls zu verleihen. Es war seine erste Station außerhalb des nordamerikanischen Kontinents, die schließlich mit dem Gewinn des Gagarin-Pokals gekrönt wurde. Anschließend wechselte der US-Amerikaner auf die Spielzeit 2021/22 hin innerhalb der Liga zu Lokomotive Jaroslawl, wo er allerdings im Februar 2022 aufgrund einer Anklage wegen mehrerer sexueller Übergriffe auf eine Minderjährige im Jahr 2011 entlassen wurde. Im Juli 2022 kehrte er nach dem Freispruch zu Awangard Omsk zurück und spielte dort drei weitere Jahre. Am Ende der Hauptrunde der Saison 2023/24 war er mit 44 Treffern der beste Torschütze der Liga. Im Sommer 2025 wechselte der US-Amerikaner zu Ligakonkurrenten Awtomobilist Jekaterinburg. 

### International
Boucher vertrat sein Heimatland bei der World U-17 Hockey Challenge 2010 und der U18-Junioren-Weltmeisterschaft 2011 in Deutschland. Dabei gewann er bei beiden Turnieren jeweils die Goldmedaille. Mit acht Toren in sechs Turnierspielen bei der U18-Weltmeisterschaft sowie zwei weiteren Torvorlagen war er maßgeblich am Titelgewinn der US-Amerikaner beteiligt.

## Erfolge und Auszeichnungen
| - 2013 OHL First All-Star Team - 2018 Teilnahme am AHL All-Star Classic - 2018 AHL-Spieler des Monats Januar - 2019 Teilnahme am AHL All-Star Classic - 2019 AHL-Spieler des Monats Oktober | - 2020 Teilnahme am AHL All-Star Classic - 2020 AHL First All-Star Team - 2021 Gagarin-Pokal-Gewinn und Russischer Meister mit dem HK Awangard Omsk - 2023 KHL-Spieler des Monats Oktober - 2024 Bester Torschütze der KHL-Hauptrunde |

### International
- 2010 Goldmedaille bei der World U-17 Hockey Challenge
- 2011 Goldmedaille bei der U18-Junioren-Weltmeisterschaft

## Karrierestatistik
Stand: Ende der Saison 2024/25

### International
Vertrat die USA bei:
- World U-17 Hockey Challenge 2010
- U18-Junioren-Weltmeisterschaft 2011

(Legende zur Spielerstatistik: Sp oder GP = absolvierte Spiele; T oder G = erzielte Tore; V oder A = erzielte Assists; Pkt oder Pts = erzielte Scorerpunkte; SM oder PIM = erhaltene Strafminuten; +/− = Plus/Minus-Bilanz; PP = erzielte Überzahltore; SH = erzielte Unterzahltore; GW = erzielte Siegtore; 1 Play-downs/Relegation; Kursiv: Statistik nicht vollständig)